# Porygon
Een Porygon (Japans:ポ リ ゴ ン) is een Pokémonwezen, welke kan evolueren tot Porygon2 en Porygon-Z.
De naam is afgeleid van het Engelstalige polygon en het van oorsprong Japanse origami. De Pokédex-ID is 137 en dit betreft een eerste generatie Pokémon.
Bij het bekijken van de televisieaflevering waarin deze Pokémon voor het eerst werd getoond, kregen 700 Japanse kinderen last van misselijkheid, geïrriteerde ogen en stuiptrekkingen. Sommigen vielen flauw en velen bezochten het ziekenhuis.